# Аміакат (добриво)
Аміакáти — рідкі концентровані азотні добрива, безколірні або жовтуватого кольору. Є розчинами мінеральних добрив, сечовини в аміачній воді або рідкому аміаку. Аміакати Zn, Co, Cu та інші одночасно є й мікродобривами.
Аміакати виготовляють, насичуючи аміаком водні розчини аміачної або кальцієвої селітри, карбаміду або сумішей цих сполук чи розчиняючи ці сполуки в аміачній воді. В аміакатах міститься від 30 до 45% нітрогену. Виробництво таких рідких добрив нескладне, здійснюється за скороченою схемою, яка не передбачає переробки NH3, виробництва HNO3 і виготовлення аміачної селітри або карбаміду.
Аміакати зберігають і перевозять у цистернах або балонах під невеликим тиском. Аміакати, які містять в своєму складі нітрат, призводять до корозії чорних металів, ємності для таких добрив виробляють з алюмінію або спеціальних марок сталі.
Нітроген із NH3 засвоюється рослинами так само, як і нітроген з інших азотних добрив. Щоб запобігти втратам NH3, рідкі азотні добрива треба вносити у ґрунт на глибину 10-12 см.
Застосування рідких азотних добрив потребує набагато менше праці, рідкі добрива розподіляються в ґрунті рівномірніше, ніж тверді.